# 德國西部
德國西部（德語：Westdeutschland）是指德國的西部地區，需要注意的是，德國西部和西德的範圍並不相同。一般而言，德國西部包括北萊茵-西發利亞、薩爾和萊茵蘭-普法茲三個邦。此外黑森邦的部分地區也被劃入德國西部。德國西部的主要城市包括科隆、美茵河畔法蘭克福、杜塞爾多夫、多特蒙德、埃森等城市。